# Claude Bonnefoy
Claude Bonnefoy (n. 18 septembrie 1929, Clermont-Ferrand, Franța – d. 10 noiembrie 1979, Paris, Île-de-France, Franța) a fost un critic literar francez. El a colaborat la mai multe reviste, a animat colecții literare și a scris mai multe cărți, dintre care unele sunt încă republicate.

## Biografie
De formație universitară, Claude Bonnefoy a abandonat cariera didactică pentru a se dedica jurnalismului, mai întâi la revista Arts, apoi la revista La Quinzaine littéraire, al cărei redactor a fost timp de mai mulți ani, și, în cele din urmă, la Les Nouvelles littéraires. El a fondat sau animat colecțiile: L'Univers des livres la Presses de la Renaissance, Entretiens la Belfond sau Les Inoubliables la Garnier. Timp de aproape douăzeci și cinci de ani s-a dedicat descoperirii și sprijinirii tuturor scriitorilor talentați în care a perceput prezența tulburătoare a modernității: Noul Roman, Eugen Ionescu sau Samuel Beckett. Acesta era lucrul care avea importanță pentru Claude Bonnefoy: impactul unui autor asupra tradiției, ceea ce opera unui scriitor încearcă să spună cititorilor.  În cadrul unei culturi a provocării se înscrie biografia fictivă - aflată între pastișă și parodie literare - a lui Ronceraille, despre care Daniel Oster a afirmat următoarele: 
„nu numai întreaga mitologie socială a scriitorului este subminată, ci pretențiile scripturale și critice ale modernității.”

Serge Fauchereau l-a elogiat în aceste cuvinte: „.”
„Claude a fost cel mai prietenos om care putea fi întâlnit vreodată în aceste medii literare adesea discutabile. Niciodată răutăcios, niciodată meschin; revistele literare la care a colaborat au știut bine acest lucru..”
 În cele din urmă, Pierre Belfond a publicat în 1981 o colecție a celor mai importante articole ale lui Claude Bonnefoy.

## Scrieri

### Articole

#### Claude Bonnefoy
- 16/11/1969, « Un thème privilégié : l'enfance », La Quinzaine littéraire nº83[nefuncțională]
- 16/01/1970, « Qu'est-ce que la littérature érotique ? », La Quinzaine littéraire nº87[nefuncțională]
- 16/03/1970, « Du soldat Schveik à Kafka », La Quinzaine littéraire nº91
- 01/01/1971, « Patrick White, Le Mystérieux Mandala », La Quinzaine littéraire nº109
- 19/02/1973, « Le triomphe de la fiction », La Quinzaine littéraire
- 24/04/1973, « Les pouvoirs de l'écriture, La Quinzaine littéraire
- 01/03/1974, « Le pari de la FNAC », La Quinzaine littéraire nº182
- 01/04/1974, « L'édition en crise (I) », La Quinzaine littéraire nº184,
- 16/04/1974, « L'édition en crise (II) - Du papier cher et qui fait défaut », La Quinzaine littéraire nº185
- 01/05/1974, « L'édition en crise (III) - Jérôme Lindon, Robert Laffont Deux conceptions de l'édition », La Quinzaine littéraire nº186
- 16/05/1974, « L'édition en crise (IV) - Jérôme Lindon, Robert Laffont L'édition et le profit », La Quinzaine littéraire nº187
- 01/06/1974, « L'édition en crise (V) - Les méthodes de distribution », La Quinzaine littéraire nº188
- 16/06/1974, « L'édition en crise (VI) - Le poids de la distribution », La Quinzaine littéraire nº189
- 01/07/1974, « L'édition en crise (VII) - Les méthodes de diffusion », La Quinzaine littéraire nº190
- 16/07/1974, « L'édition en crise (VIII) - Vente par courtage, vente par correspondance », La Quinzaine littéraire nº191
- 01/09/1974, « L'édition en crise (IX) - Les secrets de la correspondance », La Quinzaine littéraire nº193
- 16/09/1974, « L'édition en crise (X) - Le nouveau visage des clubs », La Quinzaine littéraire nº194
- 16/10/1974, « L'édition en crise (XI) - Les libraires : L'ordinateur est une catastrophe », La Quinzaine littéraire nº196
- 01/11/1974, « L'édition en crise (XII) - Prix bloqués et hausses galopantes », La Quinzaine littéraire nº197
- 01/01/1975, « La grande misère des classiques et des formats de poche », La Quinzaine littéraire nº201
- 04/03/1975, « Suggestions télévision : Le bonheur d'écrire », La Libre Belgique
- 29/09/1975, « La parodie comme une arme », Les Nouvelles littéraires
- 10/03/1977, « Les dames, vingt-cinq ans après », Les Nouvelles littéraires
- 20/07/1978, « L'Enragé de Dominique Rolin », Les Nouvelles littéraires
- 19/04/1979, « Aimez-vous Schwob ? », Les Nouvelles littéraires

#### Ronceraille
- 21/04/1978, La vie d'artiste, Apostrophes - INA
- 1988, Henri Béhar, Littéruptures, L'âge d'homme, p.230-242 Texte en ligne
- 01/11/1995, Comment s'y prend un éditeur, L'Express
- 2002-2004, Philippe Billé, Journal documentaire, p.15-16
- 2003-2004, Stéphane Tufféry, Le pastiche littéraire, Le style mode d'emploi
- 10/05/2006, Pour saluer l'immortel Marc Ronceraille, Le Figaro Arhivat în 2 aprilie 2013, la Wayback Machine.
- 24/06/2008, Le faux en histoire, France Culture
- 01/07/2008, Marc Ronceraille, serialpoet (contient un extrait sonore de l'entretien de Claude Bonnefoy avec Bernard Pivot, à Apostrophes)
- 08/02/2010, Bernard-Henri Lévy, Vive Jean-Baptiste Botul ! Pour Lacan et contre l'évaluation. De qui se moque Olivier Besancenot ?, La Règle du Jeu
- 09/02/2010, Impostures littéraires : des trafics de mots et des écrivains fantômes, AFP
- 09/02/2010, Impostures littéraires : des trafics de mots et des écrivains fantômes, Le Point
- 12/02/2010, Michel Winock, Les mystificateurs, L'Histoire
- 2011, Dominic Ouellet, « La duplicité à l'œuvre : la mystification » dans L'abrégé d'histoire de la littérature portative et Bartleby et compagnie d'Enrique Vila-Matas, Mémoire Université du Québec, p.11

### Cărți
- Le cinéma et ses mythes, Hachette, 1965
- Genet, Universitaires, 1965
- Entretiens avec Eugène Ionesco, Belfond, 1966 Extraits Arhivat în 3 martie 2016, la Wayback Machine.
- Apollinaire, Classiques du XXe siècle, 1969
- Écrivains illustres, Hachette, 1972
- Peintres illustres, Hachette, 1972
- La poésie française - Des origines à nos jours, Seuil, 1975, reeditare în 2001
- cu Tony Cartano, Daniel Oster, Dictionnaire de littérature française contemporaine, Delarge, 1977, reeditare în 1995
- Ronceraille, Seuil, 1978
- Panorama critique de la littérature moderne, Belfond, 1981, reeditare în 1998
- Eugène Ionesco, Entre la vie et le rêve - Entretien avec Claude Bonnefoy, Gallimard, 1996
- Michel Foucault à Claude Bonnefoy, Gallimard, 2006 (carte audio)
- Michel Foucault, Le beau danger - Entretien avec Claude Bonnefoy, EHESS, 2011

## Legături externe
- Écrivains de toujours dans Collections Microcosme, Fabula
- Articles publiés dans la revue La Quinzaine littéraire Arhivat în 11 martie 2013, la Wayback Machine.